# Perdita swenki
Perdita swenki är en biart som beskrevs av Crawford 1915. Perdita swenki ingår i släktet Perdita och familjen grävbin. Inga underarter finns listade i Catalogue of Life.

## Bildgalleri

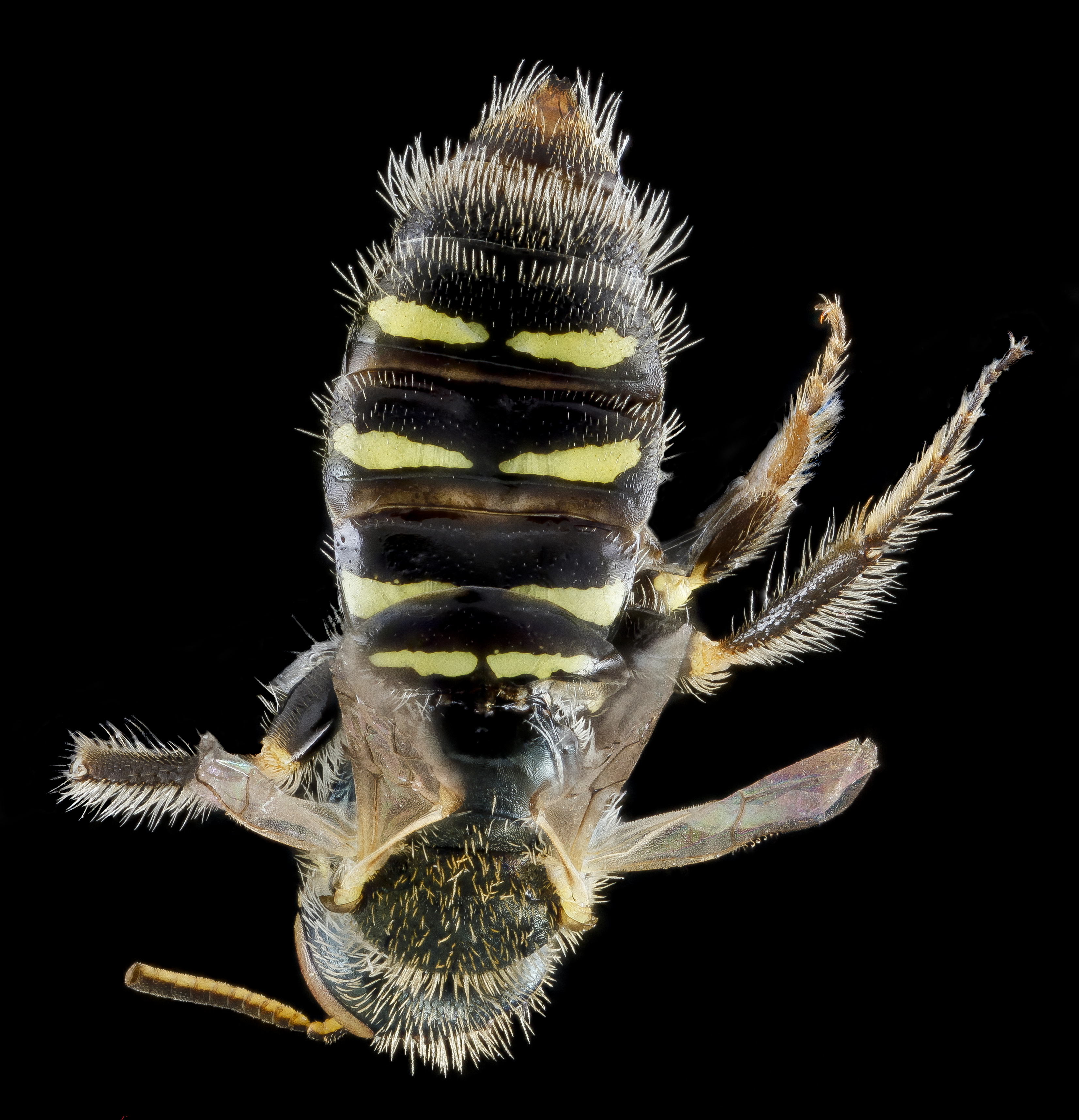
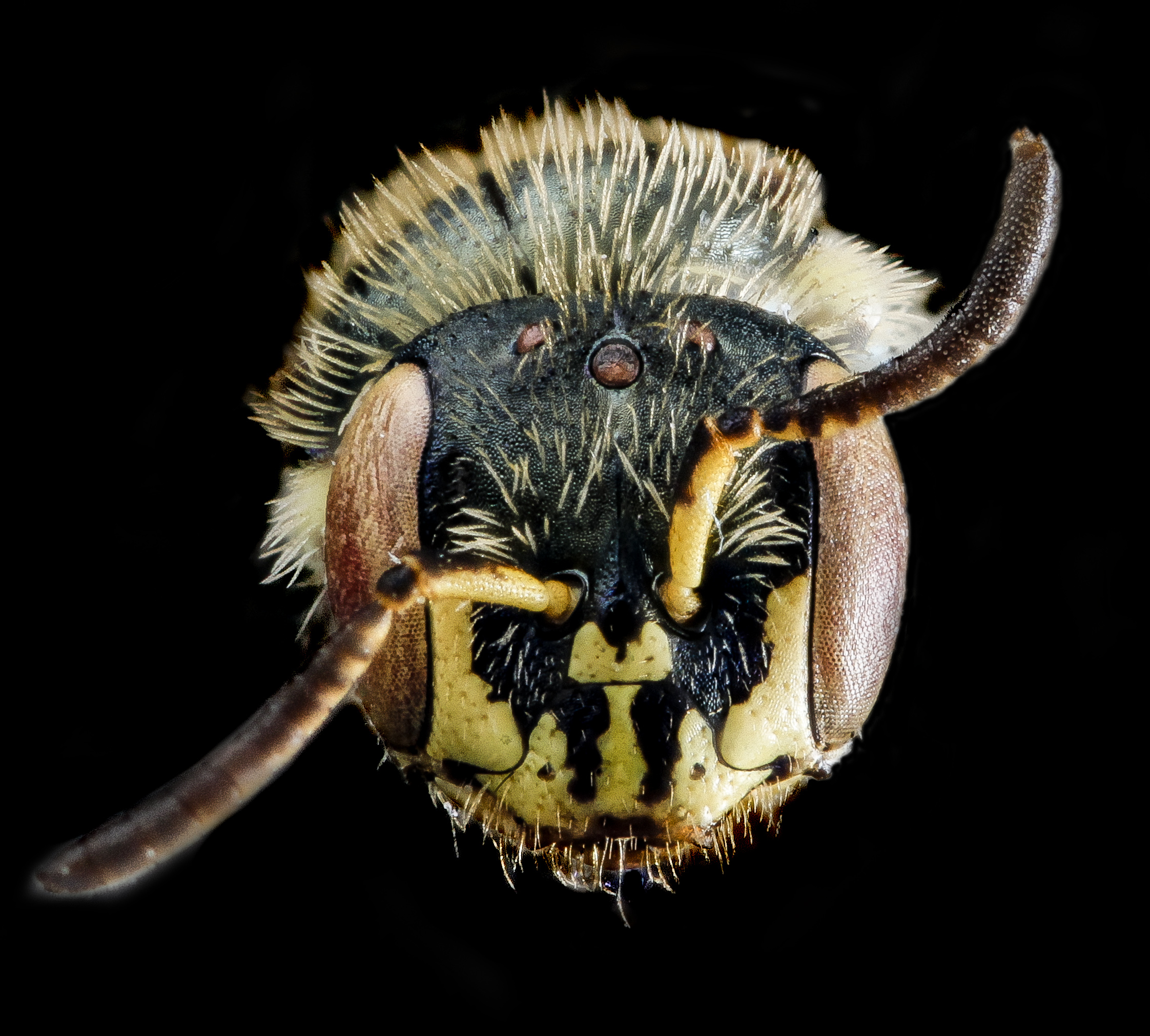
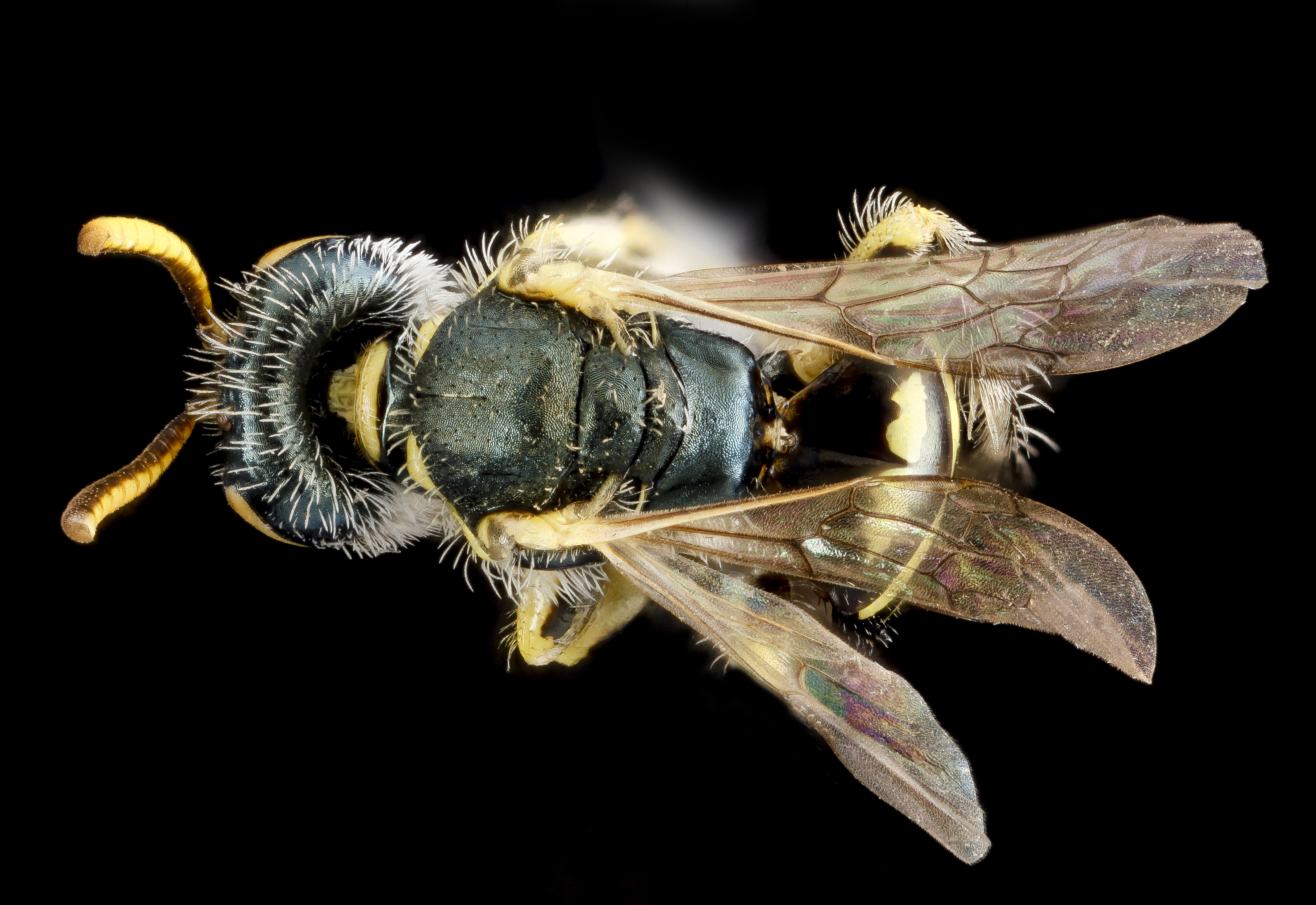
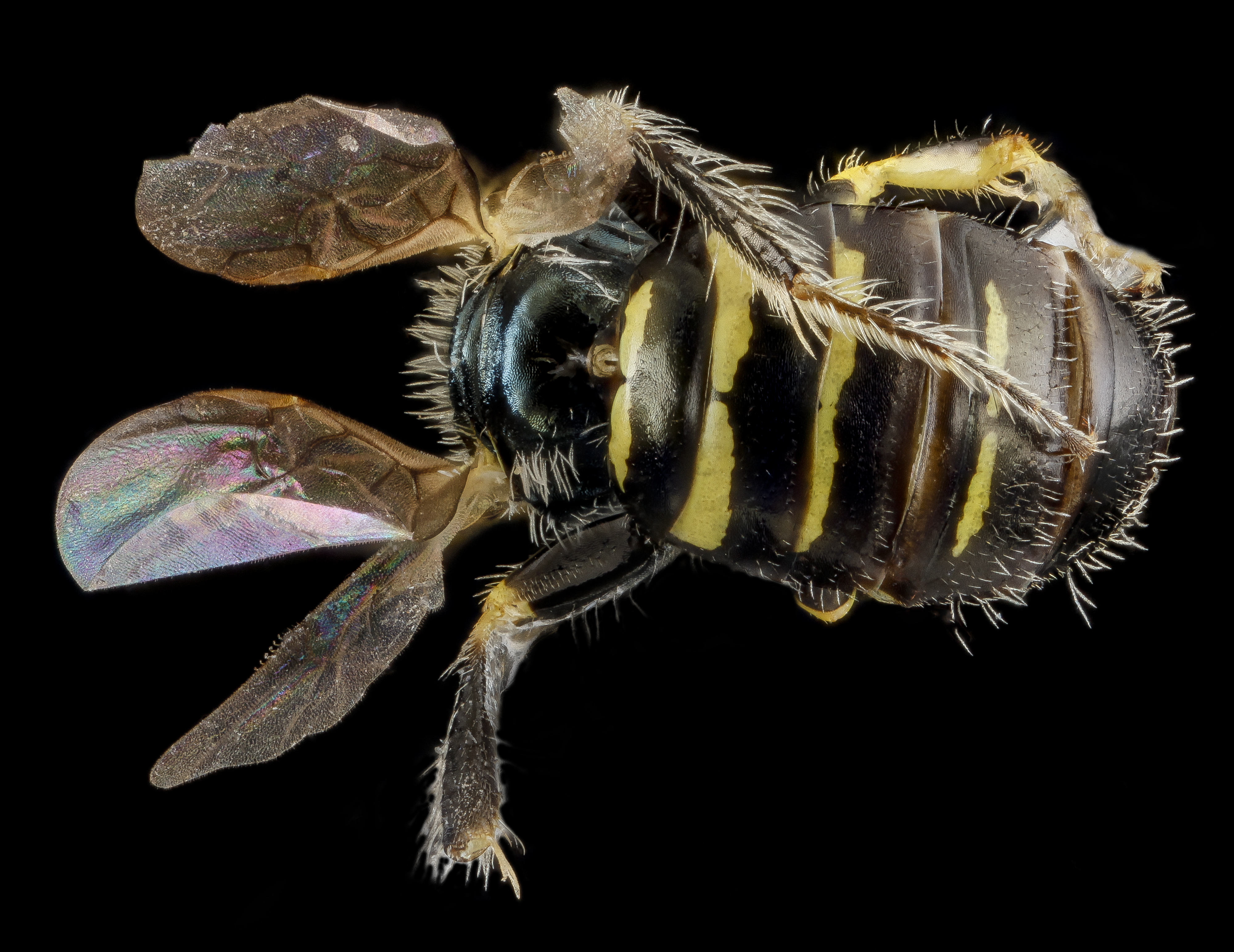